# George Washington and Jefferson National Forests

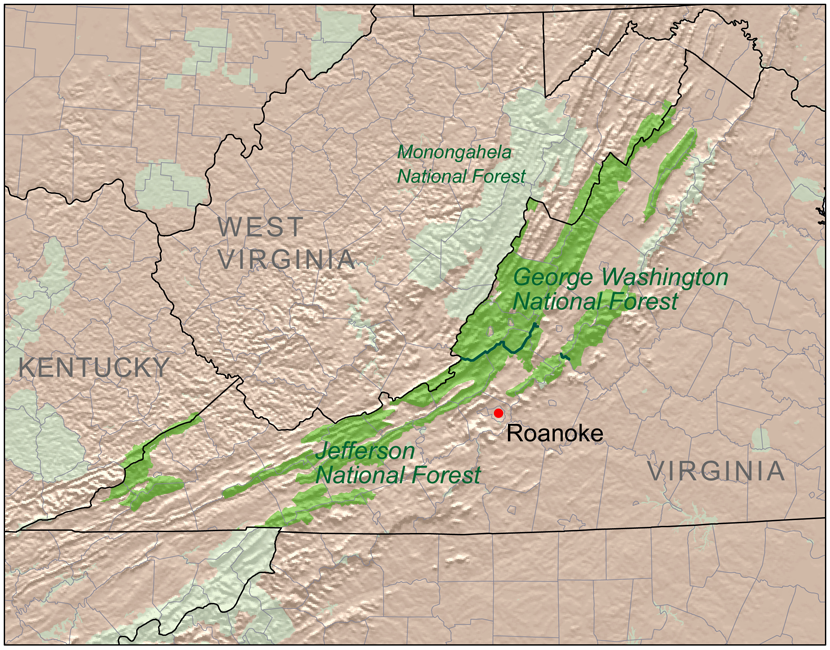
Ligging van de bossen verspreid over de drie staten

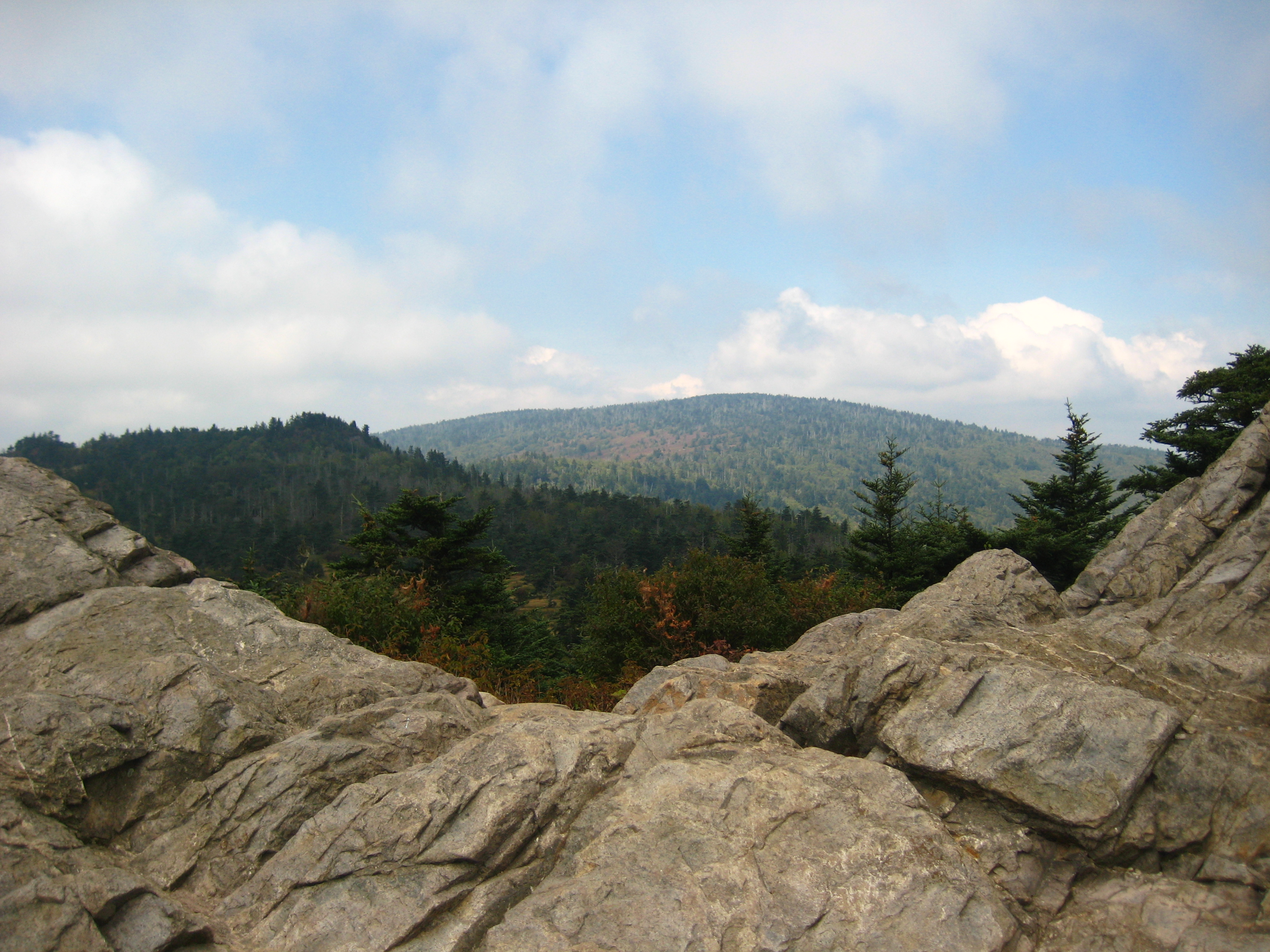

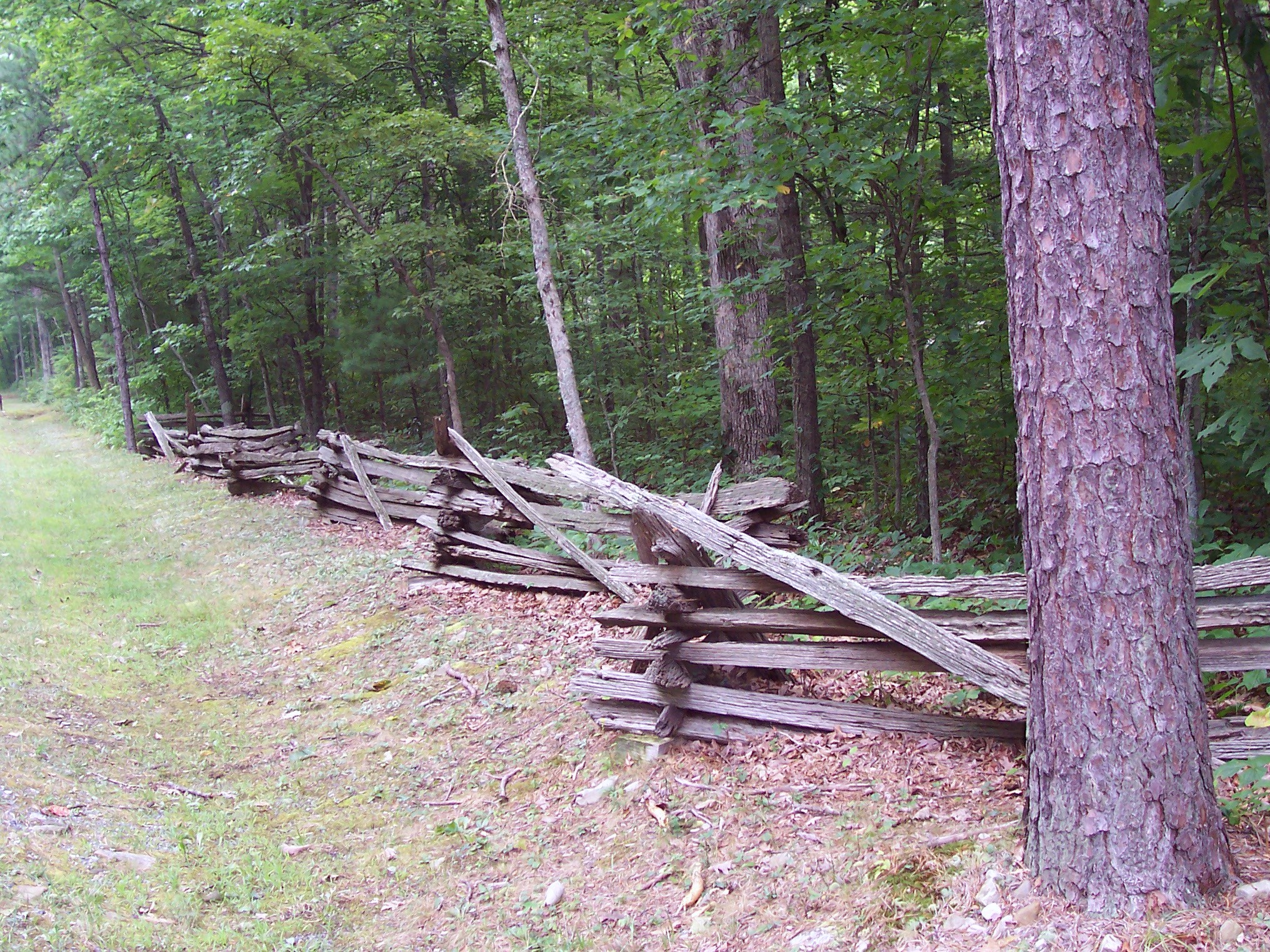

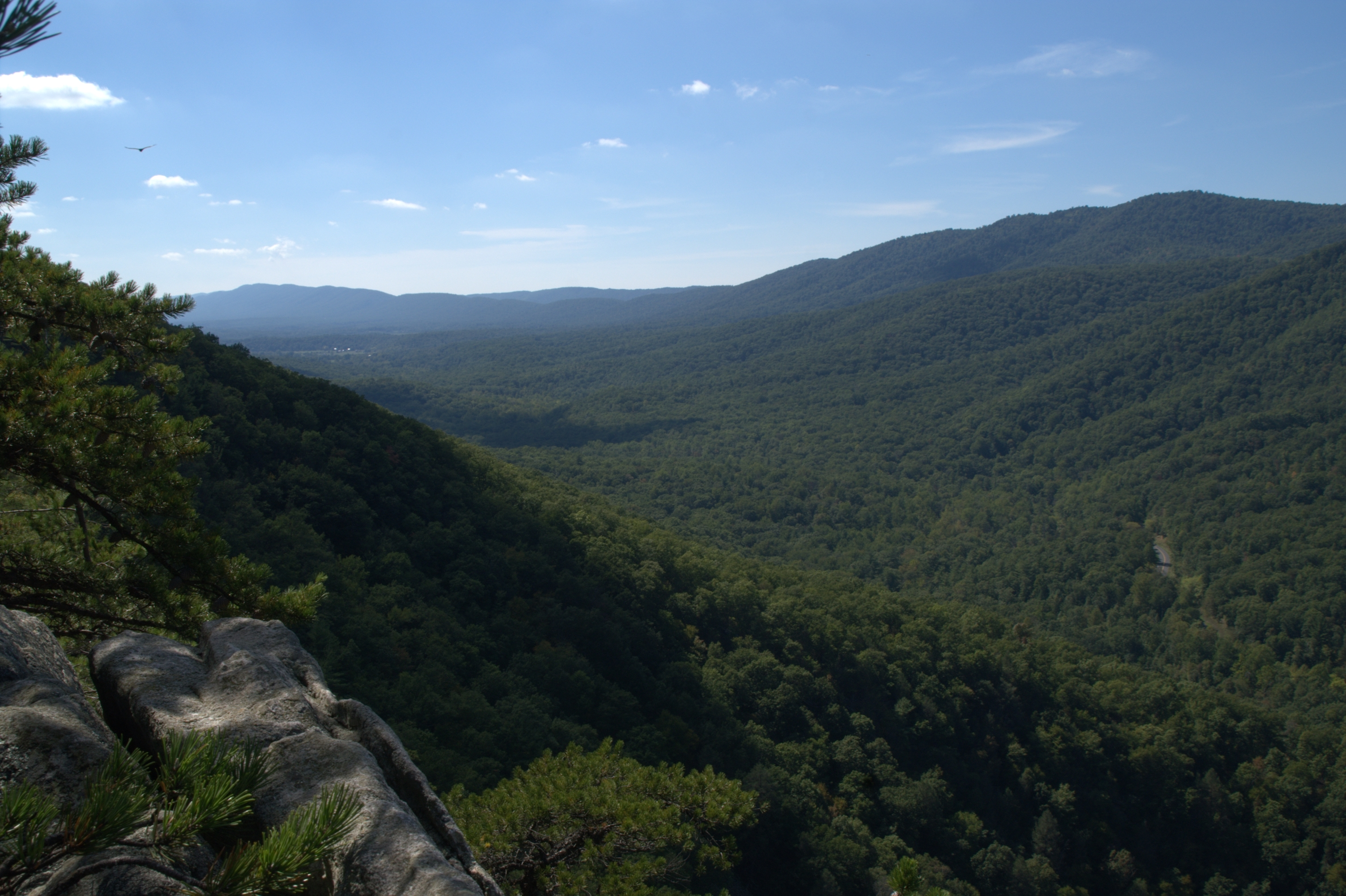

De George Washington and Jefferson National Forests zijn United States National Forests, wettelijk beschermde bosgebieden, gelegen op de grens tussen de Amerikaanse staten Virginia en West Virginia, voor een overgroot deel gelegen in de eerste staat. Nog een klein deel van het national forest ligt in de staat Kentucky. Het gehele national forest beslaat een aantal afzonderlijke percelen en heeft een total oppervlakte van 7.247,65 km2. Het geheel wordt beheerd door de United States Forest Service vanuit een hoofdkwartier van de Park Rangers centraal gevestigd in Roanoke, in Virginia.

## Beschrijving
Initieel waren de George Washington en Jefferson national forests afzonderlijke natuurgebieden, waarvan het eerste beschermd werd sinds 1918, voordat ze in 1995 samengevoegd werden tot één gezamenlijk beheerd natuurgebied. Er vallen vijfentwintig officieel erkende wildernisgebieden (‘’wilderness areas’’) beschermd door de Amerikaanse federale Wilderness Act met een totale oppervlakte van 564 km² binnen de grenzen van de George Washington and Jefferson National Forests. En 930 km² van het bosgebied is geïdentificeerd als oerbos. Als grens tussen beide bossen wordt meestal de rivier de James gehanteerd.
George Washington National Forest werd opgericht op 16 mei 1918 als het Shenandoah National Forest. Het bos werd hernoemd naar de eerste Amerikaanse president op 28 juni 1932. Een voordien apart beheerd bos, het Natural Bridge National Forest werd aan het bos toegevoegd op 22 juli 1933. Jefferson National Forest werd opgericht op 21 april 1936.
De gekende Blue Ridge Parkway loopt doorheen het national forest alsmede door het aangrenzende Shenandoah National Park en wordt door de National Park Service beheerd. Ook de Appalachian Trail loopt doorheen het bosgebied, dat in totaal door meer dan 3.000 km trekpaden ontsloten wordt. De hoogste berg van Virginia, Mount Rogers, ligt ook in het gebied.

## County's
Onderstaande lijst geeft de county’s over welke de George Washington and Jefferson National Forests gespreid zijn. De lijst is in aflopende volgorde van oppervlakte bos per county.

### George Washington National Forest
- Augusta County (Virginia)
- Bath County (Virginia)
- Alleghany County (Virginia)
- Rockingham County (Virginia)
- Shenandoah County (Virginia)
- Highland County (Virginia)
- Amherst County (Virginia)
- Hardy County (West Virginia)
- Pendleton County, (West Virginia)
- Rockbridge County (Virginia)
- Page County (Virginia)
- Nelson County (Virginia)
- Botetourt County (Virginia)
- Warren County (Virginia)
- Frederick County (Virginia)
- Hampshire County (West Virginia)
- Monroe County (West Virginia)

### Jefferson National Forest
- Craig County (Virginia)
- Bland County (Virginia)
- Smyth County (Virginia)
- Botetourt County (Virginia)
- Giles County (Virginia)
- Wythe County (Virginia)
- Wise County (Virginia)
- Scott County (Virginia)
- Grayson County (Virginia)
- Washington County (Virginia)
- Bedford County (Virginia)
- Montgomery County (Virginia)
- Pulaski County (Virginia)
- Monroe County (West Virginia)
- Rockbridge County (Virginia)
- Lee County (Virginia)
- Tazewell County (Virginia)
- Dickenson County (Virginia)
- Carroll County (Virginia)
- Roanoke County (Virginia)
- Letcher County (Kentucky)
- Pike County (Kentucky)